# Grez-Doiceau
Grez-Doiceau (em valão: Gré, em neerlandês: Graven) é um município da Bélgica localizado no distrito de Nivelles, província de Brabante Valão, região da Valônia.